# Saison 11 de Nouvelle Star
La onzième saison de Nouvelle Star, émission française de téléréalité musicale, a été diffusée sur D8 du 27 novembre 2014 au 12 mars 2015. C'est la troisième saison sur D8, qui a racheté les droits du programme à M6.
Cette saison a été remportée par Emji.

## Nouveautés
Pour cette onzième saison, plusieurs changements sont à noter :
- le jury est renouvelé à 50 % : Maurane est remplacée par Yarol Poupaud et Olivier Bas par Élodie Frégé[2]. Ils rejoignent Sinclair et André Manoukian[3], piliers de l'émission.
- Cyril Hanouna, qui avait décidé de quitter l'animation de Nouvelle Star à l'issue de la saison 10, est remplacé par Benjamin Castaldi[2], animateur historique du télé-crochet (animateur de la saison 1 à 4 sur M6), qui quitte TF1 pour rejoindre D8.
- si le principe des castings reste le même, deux villes font leur retour : Bordeaux et Nantes. Le casting de Nouvelle Star n'était pas passé à Bordeaux depuis 2006 et à Nantes depuis 2008. Ces villes s'ajoutent à Marseille, Lyon et Paris[2].
- l'étape du théâtre évolue[2]. En plus de l'« épreuve des lignes » (qui peut désormais être exécutée avec un instrument), des trios et des PBO, l'épreuve de la dernière chance fait son retour tandis que les 16 derniers candidats vont tenter de décrocher l'une des dix places pour les lives lors de l'épreuve du feu : les participants devront se présenter sur scène, accompagnés d'un groupe, pour interpréter une chanson face à un vrai public. Une manière pour les jurés de voir comment ils se tiendront sur scène s'ils sont qualifiés.
- bien qu'ayant toujours lieu à l'arche Saint-Germain, le plateau des primes a été retravaillé. L'habillage de l'émission est également modifié au profit d'un style plus moderne. Avec l'application D8, ou sur le site internet de la chaîne, le spectateur peut regarder l'émission tout en changeant son angle de vue, à l'aide de six caméras fixes installées sur le plateau. Aussi, la playlist des primes est désormais dévoilée la veille sur le site de l'émission en partenariat avec Deezer.
- le vote des téléspectateurs[2] : En plus des votes traditionnels par téléphone et SMS, les téléspectateurs peuvent désormais voter pour leur candidat préféré gratuitement sur Twitter, en utilisant le hashtag #NSVote suivi du prénom de l'un des candidats. Les votes Twitter sont limités à dix par compte et par émission.
- au lieu d'être diffusé sur D8 après le prime, l'after est directement consultable sur internet. Laure Falesse, déjà visible sur les vidéos backstage de l'émission, reprend la présentation[4]. On peut également la retrouver dans un before et pendant les coupures pub.
- du 5 au 12 février, de la même manière que la saison précédente, les internautes ont pu choisir par un sondage en ligne l'une des chansons interprétées par chaque candidat lors du prime du 19 février. À nouveau, le choix était parmi les trois chansons que le candidat a choisi d'interpréter pendant les sélections (castings, épreuve des lignes, épreuve de la dernière chance).

## Participants

### Présentation
- Benjamin Castaldi
- Laure Falesse (After)

### Jury
- André Manoukian
- Yarol Poupaud
- Sinclair
- Élodie Frégé

### Candidats
Les castings ont lieu dans cinq villes : Lyon, Bordeaux, Marseille, Nantes et Paris.
À l’issue de ceux-ci, 100 candidats sont retenus pour le théâtre. À la suite de l'« épreuve des lignes », 54 d'entre eux sont sélectionnés pour l'épreuve des trios.

#### Éliminatoires
Au total, 31 candidats ont été retenus à l'issue de l'épreuve des trios pour participer aux PBO (épreuve sur bande-orchestre),.
À l'issue des PBO, ils ne sont plus que 21 pour participer à l'épreuve de la dernière chance,.
L'épreuve de la dernière chance voit l'élimination de Romain, Estelle, Frances Isabel, Maxime et Raphaëlle. Pour les 16 derniers candidats, il reste une dernière étape avant les primes en direct : l'« épreuve du feu »,. Ils doivent chanter sur une scène parisienne, devant un public et avec les musiciens de l'émission.
À l'issue de cette ultime épreuve sont éliminés Déborah, Clémentine, Mathilde, Éléonore et Charles. Alors que le jury avait annoncé qu'il y avait 10 places pour les primes, ce seront finalement 11 candidats qui s'affronteront à l'arche Saint-Germain,.

#### Les 11 finalistes
- Si vous ne connaissez pas le sujet, laissez ce bandeau (vous pouvez alors contacter les auteurs).
- Si vous supprimez le contenu mis en cause (vous pouvez préalablement contacter les auteurs),

argumentez précisément cette suppression dans la page de discussion
(un manque de référence n'est pas un argument ; une recherche réelle de référence doit avoir été effectuée, être formellement documentée).
| Candidats      | Vrai nom              | Âge    | Profession                    | Ville de casting | % de votes bleus (jury) (bleus/rouges) | % de votes bleus (public) (bleus/rouges) | Statut                                | Réf(s). |
| -------------- | --------------------- | ------ | ----------------------------- | ---------------- | -------------------------------------- | ---------------------------------------- | ------------------------------------- | ------- |
| Emji           | Marion Grod           | 27 ans | Modéliste                     | Lyon             | 98% (63/1)                             | 100% (16/0)                              | Gagnante le 12 mars 2015              | ,       |
| Mathieu        | Mathieu Kolanek       | 19 ans | Étudiant en licence d'anglais | Bordeaux         | 100% (64/0)                            | 100% (16/0)                              | Finaliste le 12 mars 2015             | ,       |
| Martial        | Martial Bétirac       | 24 ans | Humoriste                     | Paris            | 69% (33/15)                            | 92% (11/1)                               | Demi-finaliste le 5 mars 2015         | ,       |
| Pauline        | Pauline Laffitte      | 18 ans | NC                            | Bordeaux         | 67% (24/12)                            | 56% (5/4)                                | Quart-de-finaliste le 26 février 2015 | ,       |
| Micka          | Mickaël Aubertin      | 22 ans | Coiffeur, barbier             | Marseille        | 61% (17/11)                            | 57% (4/3)                                | Éliminé le 19 février 2015            | [ 29 ]  |
| Maëva          | Maëva Bellocq         | 18 ans | Étudiante en musicologie      | Paris            | 80% (16/4)                             | 100% (5/0)                               | Éliminée le 12 février 2015           | ,       |
| Nelson         | Nelson Vard           | 18 ans | NC                            | Paris            | 65% (13/7)                             | 40% (2/3)                                | Éliminé le 12 février 2015            | ,       |
| Kévin          | Kévin Cohen           | 22 ans | NC                            | Paris            | 92% (11/1)                             | 100% (3/0)                               | Éliminé le 5 février 2015             | ,       |
| Noémie         | Noémie Lemarchand     | 21 ans | Kinésithérapeute              | Lyon             | 100% (8/0)                             | 100% (2/0)                               | Éliminée le 29 janvier 2015           | ,       |
| Ursula         | Ursula Ravelo         | 18 ans | NC                            | Paris            | 25% (1/3)                              | 0% (0/1)                                 | Éliminée le 22 janvier 2015           | ,       |
| Frances Isabel | Frances Isabel Coontz | 20 ans | NC                            | Paris            | 0% (0/4)                               | 0% (0/1)                                 | Éliminée le 22 janvier 2015           | ,       |

## Primes

### Primeno1- 22 janvier 2015
| Candidat       | Chanson              | Interprète original           | Vote du jury | Vote du jury | Vote du jury | Vote du jury | Vote du public |
| -------------- | -------------------- | ----------------------------- | ------------ | ------------ | ------------ | ------------ | -------------- |
| Candidat       | Chanson              | Interprète original           | Sinclair     | Frégé        | Poupaud      | Manoukian    | Vote du public |
| Maëva          | I'm So Excited       | The Pointer Sisters           |              |              |              |              |                |
| Mathieu        | Caravane             | Raphaël                       |              |              |              |              |                |
| Emji           | Crazy in Love        | Beyoncé feat. Jay-Z           |              |              |              |              |                |
| Micka          | Dangerous            | David Guetta feat. Sam Martin |              |              |              |              |                |
| Noémie         | Évidemment           | France Gall                   |              |              |              |              |                |
| Nelson         | Light My Fire        | The Doors                     |              |              |              |              |                |
| Ursula         | Habits               | Tove Lo                       |              |              |              |              |                |
| Martial        | Où sont les femmes ? | Patrick Juvet                 |              |              |              |              |                |
| Pauline        | Osez Joséphine       | Alain Bashung                 |              |              |              |              |                |
| Frances Isabel | Shake It Off         | Taylor Swift                  |              |              |              |              |                |
| Kevin          | Unchain My Heart     | Ray Charles                   |              |              |              |              |                |

Chansons collectives
- Chic, Le Freak / Mark Ronson feat. Bruno Mars, Uptown Funk : Les onze candidats
- Yseult, La Vague

État de la compétition
- Qualifiés : Mathieu • Maëva • Noémie • Emji • Kevin • Pauline • Martial • Micka • Nelson
- Éliminées : Ursula • Frances Isabel

Invité
- Yseult (finaliste de Nouvelle Star 2014)

### Primeno2- 29 janvier 2015
| Candidat | Chanson                | Interprète original                  | Vote du jury | Vote du jury | Vote du jury | Vote du jury | Vote du public |
| -------- | ---------------------- | ------------------------------------ | ------------ | ------------ | ------------ | ------------ | -------------- |
| Candidat | Chanson                | Interprète original                  | Sinclair     | Frégé        | Poupaud      | Manoukian    | Vote du public |
| Maëva    | Requiem pour un fou    | Johnny Hallyday                      |              |              |              |              |                |
| Mathieu  | Thinking Out Loud      | Ed Sheeran                           |              |              |              |              |                |
| Emji     | The Show Must Go On    | Queen                                |              |              |              |              |                |
| Micka    | I Love You             | Woodkid                              |              |              |              |              |                |
| Noémie   | Nothing Compares 2 U   | Sinéad O'Connor                      |              |              |              |              |                |
| Martial  | Alter ego              | Jean-Louis Aubert                    |              |              |              |              |                |
| Nelson   | What a Wonderful World | Louis Armstrong                      |              |              |              |              |                |
| Pauline  | Home                   | Edward Sharpe and the Magnetic Zeros |              |              |              |              |                |
| Kevin    | Machistador            | -M-                                  |              |              |              |              |                |

Chansons collectives
- Bobby Hebb, Sunny : Les neuf candidats avec Christophe Willem
- Christophe Willem, Le Chagrin
- Christophe Willem, L'Été en hiver

État de la compétition
- Qualifiés : Mathieu • Emji • Nelson • Maëva • Martial • Kevin • Micka • Pauline
- Éliminée : Noémie

Invité
- Christophe Willem (vainqueur de Nouvelle Star 2006)

### Primeno3- 5 février 2015
Pour ce prime, chaque candidat choisit la chanson de l'un de ses camarades : 
- Mathieu choisit la chanson de Maëva ;
- Emji choisit la chanson de Martial ;
- Pauline choisit la chanson de Mathieu ;
- Nelson choisit la chanson de Kevin ;
- Martial choisit la chanson de Micka ;
- Kevin choisit la chanson de Nelson ;
- Maëva choisit la chanson de Pauline ;
- Micka choisit la chanson d'Emji.

| Candidat | Chanson                        | Interprète original | Vote du jury | Vote du jury | Vote du jury | Vote du jury | Vote du public |
| -------- | ------------------------------ | ------------------- | ------------ | ------------ | ------------ | ------------ | -------------- |
| Candidat | Chanson                        | Interprète original | Sinclair     | Frégé        | Poupaud      | Manoukian    | Vote du public |
| Maëva    | It's a Man's Man's Man's World | James Brown         |              |              |              |              |                |
| Mathieu  | Take Me to Church              | Hozier              |              |              |              |              |                |
| Emji     | Feeling Good                   | Nina Simone         |              |              |              |              |                |
| Micka    | Un jour au mauvais endroit     | Calogero            |              |              |              |              |                |
| Martial  | Louxor j'adore                 | Philippe Katerine   |              |              |              |              |                |
| Nelson   | While My Guitar Gently Weeps   | The Beatles         |              |              |              |              |                |
| Pauline  | Ça me vexe                     | Mademoiselle K      |              |              |              |              |                |
| Kevin    | Hello                          | Lionel Richie       |              |              |              |              |                |

Chansons collectives
- Mani, Bang Bang : Les huit candidats

État de la compétition
- Qualifiés : Mathieu • Emji • Nelson • Pauline • Micka • Maëva • Martial
- Éliminé : Kevin

### Primeno4- 12 février 2015
Pour ce prime, chaque candidat reprend une chanson de son choix et une datant de son année de naissance.
| Candidat | Chanson                                 | Interprète original                          | Vote du jury | Vote du jury | Vote du jury | Vote du jury | Vote du public |
| -------- | --------------------------------------- | -------------------------------------------- | ------------ | ------------ | ------------ | ------------ | -------------- |
| Candidat | Chanson                                 | Interprète original                          | Sinclair     | Frégé        | Poupaud      | Manoukian    | Vote du public |
| Pauline  | Fallait pas commencer                   | Lio                                          |              |              |              |              |                |
| Pauline  | No Surprises                            | Radiohead                                    |              |              |              |              |                |
| Mathieu  | I'm Not the Only One                    | Sam Smith                                    |              |              |              |              |                |
| Mathieu  | La Corrida                              | Francis Cabrel                               |              |              |              |              |                |
| Nelson   | Wonderwall                              | Oasis                                        |              |              |              |              |                |
| Nelson   | Gaby oh Gaby                            | Alain Bashung                                |              |              |              |              |                |
| Maëva    | Domino                                  | Jessie J                                     |              |              |              |              |                |
| Maëva    | (You Make Me Feel Like) A Natural Woman | Aretha Franklin / Mary J. Blige              |              |              |              |              |                |
| Martial  | Barbès                                  | FFF                                          |              |              |              |              |                |
| Martial  | Dis-lui toi que je t'aime               | Vanessa Paradis                              |              |              |              |              |                |
| Micka    | All of Me                               | John Legend                                  |              |              |              |              |                |
| Micka    | Layla                                   | Eric Clapton                                 |              |              |              |              |                |
| Emji     | Bad                                     | Michael Jackson                              |              |              |              |              |                |
| Emji     | To Build a Home                         | The Cinematic Orchestra feat. Patrick Watson |              |              |              |              |                |

État de la compétition
- Qualifiés : Mathieu • Emji • Pauline • Micka • Martial
- Éliminés : Maëva • Nelson

### Primeno5- 19 février 2015
Pour ce prime, chaque candidat reprend une chanson interprétée pendant la phase de sélections, parmi lesquelles le public a choisi :
- Emji : Toxic de Britney Spears (casting)
- Martial : Tandem de Vanessa Paradis (épreuve des lignes)
- Mathieu : Trouble de Ray LaMontagne
- Micka : Impossible de Shontelle (épreuve de la dernière chance)
- Pauline : Battez-vous de Brigitte (casting)

| Candidat | Chanson               | Interprète original      | Vote du jury | Vote du jury | Vote du jury | Vote du jury | Vote du public |
| -------- | --------------------- | ------------------------ | ------------ | ------------ | ------------ | ------------ | -------------- |
| Candidat | Chanson               | Interprète original      | Sinclair     | Frégé        | Poupaud      | Manoukian    | Vote du public |
| Emji     | Toxic                 | Britney Spears           |              |              |              |              |                |
| Emji     | La Javanaise          | Serge Gainsbourg         |              |              |              |              |                |
| Martial  | La Ceinture           | Élodie Frégé             |              |              |              |              |                |
| Martial  | Tandem                | Vanessa Paradis          |              |              |              |              |                |
| Micka    | Impossible            | Shontelle / James Arthur |              |              |              |              |                |
| Micka    | Stand by Me           | Ben E. King              |              |              |              |              |                |
| Mathieu  | Trouble               | Ray LaMontagne           |              |              |              |              |                |
| Mathieu  | Demons                | Imagine Dragons          |              |              |              |              |                |
| Pauline  | Battez-vous           | Brigitte                 |              |              |              |              |                |
| Pauline  | Quelques mots d'amour | Michel Berger            |              |              |              |              |                |

Chansons collectives
- Elephanz, Time for a Change : Les cinq candidats

État de la compétition
- Qualifiés : Emji • Martial • Mathieu • Pauline
- Éliminé : Micka

### Primeno6- 26 février 2015: Quart de finale
Pour ce prime, chaque membre du jury choisit une chanson pour un candidat : 
- André Manoukian choisit Glory Box pour Emji ;
- Sinclair choisit Week-end à Rome pour Martial ;
- Élodie Frégé choisit The Blower's Daughter pour Mathieu ;
- Yarol Poupaud choisit Heart of Glass pour Pauline.

| Candidat | Chanson                         | Interprète original  | Vote du jury | Vote du jury | Vote du jury | Vote du jury | Vote du public |
| -------- | ------------------------------- | -------------------- | ------------ | ------------ | ------------ | ------------ | -------------- |
| Candidat | Chanson                         | Interprète original  | Sinclair     | Frégé        | Poupaud      | Manoukian    | Vote du public |
| Emji     | Glory Box                       | Portishead           |              |              |              |              |                |
| Emji     | Sweet Dreams (Are Made of This) | Eurythmics           |              |              |              |              |                |
| Martial  | Quand la musique est bonne      | Jean-Jacques Goldman |              |              |              |              |                |
| Martial  | Week-end à Rome                 | Étienne Daho         |              |              |              |              |                |
| Pauline  | Heart of Glass                  | Blondie              |              |              |              |              |                |
| Pauline  | Histoire d'un amour             | Dalida               |              |              |              |              |                |
| Mathieu  | The Blower's Daughter           | Damien Rice          |              |              |              |              |                |
| Mathieu  | Déjeuner en paix                | Stephan Eicher       |              |              |              |              |                |

Chansons collectives
- Billy Joel, Uptown Girl : Les quatre candidats
- Luce, Malibu

État de la compétition
- Qualifiés : Emji • Mathieu • Martial
- Éliminée : Pauline

Invité
- Luce (vainqueur de Nouvelle Star 2010)

### Primeno7- 5 mars 2015: Demi-finale
Pour ce prime, la chorale du spectacle musical Gospel sur la colline accompagne les candidats sur certaines prestations.
| Candidat | Chanson                            | Interprète original      | Vote du jury | Vote du jury | Vote du jury | Vote du jury | Vote du public |
| -------- | ---------------------------------- | ------------------------ | ------------ | ------------ | ------------ | ------------ | -------------- |
| Candidat | Chanson                            | Interprète original      | Sinclair     | Frégé        | Poupaud      | Manoukian    | Vote du public |
| Emji     | Jungle                             | Emma Louise              |              |              |              |              |                |
| Emji     | Commando                           | Vanessa Paradis          |              |              |              |              |                |
| Emji     | Amazing Grace                      | John Newton              |              |              |              |              |                |
| Martial  | Ça (c'est vraiment toi)            | Téléphone                |              |              |              |              |                |
| Martial  | L'Aziza                            | Daniel Balavoine         |              |              |              |              |                |
| Martial  | Pas là                             | Vianney                  |              |              |              |              |                |
| Mathieu  | With a Little Help from My Friends | The Beatles / Joe Cocker |              |              |              |              |                |
| Mathieu  | Back to Black                      | Amy Winehouse            |              |              |              |              |                |
| Mathieu  | Temps à nouveau                    | Jean-Louis Aubert        |              |              |              |              |                |

Chansons collectives
- Madonna, Like a Prayer : Les trois candidats
- Nicoletta, Mamy Blue : Les trois candidats avec Maurane
- Maurane, Sous ces yeux-là[réf. souhaitée]

État de la compétition
- Qualifiés : Emji • Mathieu
- Éliminé : Martial

Invité
- Maurane

### Primeno8- 12 mars 2015: Finale
Pour la première fois dans Nouvelle Star, les deux finalistes interprètent chacun un titre inédit, qui sera leur premier single en cas de victoire.
| Candidat | Chanson                   | Interprète original                                           | Vote du jury | Vote du jury | Vote du jury | Vote du jury | Vote du public |
| -------- | ------------------------- | ------------------------------------------------------------- | ------------ | ------------ | ------------ | ------------ | -------------- |
| Candidat | Chanson                   | Interprète original                                           | Sinclair     | Frégé        | Poupaud      | Manoukian    | Vote du public |
| Mathieu  | Stop!                     | Sam Brown                                                     |              |              |              |              |                |
| Mathieu  | Amsterdam                 | Jacques Brel                                                  |              |              |              |              |                |
| Mathieu  | We Are Sailors            | inédit (écrit par Corson)                                     |              |              |              |              |                |
| Mathieu  | Bitter Sweet Symphony     | The Verve                                                     |              |              |              |              |                |
| Emji     | I Was Made for Lovin' You | Kiss                                                          |              |              |              |              |                |
| Emji     | Bachelorette              | Björk                                                         |              |              |              |              |                |
| Emji     | Toboggan                  | inédit (adapté par Jérôme Attal, arrangé par Mathias Malzieu) |              |              |              |              |                |
| Emji     | Hallelujah                | Leonard Cohen                                                 |              |              |              |              |                |

Chansons collectives
- Europe, The Final Countdown : Les onze derniers candidats de la saison
- Peggy Lee, Fever : Les quatre jurés (Élodie Frégé : chant, Sinclair : chant et guitare, Yarol Poupaud : guitare, André Manoukian : piano)[réf. souhaitée]
- Mathieu Saïkaly, Cliché cosmique
- Led Zeppelin, Stairway to Heaven : Les deux finalistes, accompagnés des autres candidats dans les chœurs (avec Yarol Poupaud à la guitare)

État de la compétition
- Vainqueur : Emji
- Finaliste : Mathieu

Invité
- Mathieu Saïkaly (vainqueur de Nouvelle Star 2014)

## Audiences
| Épisode | Date de diffusion                                           | Audience moyenne          | Audience moyenne | Référence |
| Épisode | Date de diffusion                                           | Nombre de téléspectateurs | PDM              | Référence |
| ------- | ----------------------------------------------------------- | ------------------------- | ---------------- | --------- |
| 1       | Jeudi 27 novembre 2014 (Casting Lyon et Bordeaux)           | 1 183 000                 | 5,2 %            | [ a 1 ]   |
| 2       | Jeudi 4 décembre 2014 (Casting Bordeaux et Marseille)       | 1 021 000                 | 4,2 %            | [ a 2 ]   |
| 3       | Jeudi 11 décembre 2014 (Casting Marseille, Nantes et Paris) | 918 000                   | 4,0 %            | [ a 3 ]   |
| 4       | Jeudi 18 décembre 2014 (Casting Paris)                      | 1 233 000                 | 5,3 %            | [ a 4 ]   |
| 5       | Jeudi 25 décembre 2014 (Théâtre jour 1)                     | 856 000                   | 4,1 %            | [ a 5 ]   |
| 6       | Jeudi 1er janvier 2015 (Théâtre jour 2)                     | 1 103 000                 | 4,6 %            | [ a 6 ]   |
| 7       | Jeudi 8 janvier 2015 (Théâtre jour 3)                       | 1 098 000                 | 4,8 %            | [ a 7 ]   |
| 8       | Jeudi 15 janvier 2015 (Épreuve du feu)                      | 1 335 000                 | 5,8 %            | [ a 8 ]   |
| 9       | Jeudi 22 janvier 2015 (Prime 1)                             | 1 524 000                 | 7,2 %            | [ a 9 ]   |
| 10      | Jeudi 29 janvier 2015 (Prime 2)                             | 1 314 000                 | 6,0 %            | [ a 10 ]  |
| 11      | Jeudi 5 février 2015 (Prime 3)                              | 1 113 000                 | 4,8 %            | [ a 11 ]  |
| 12      | Jeudi 12 février 2015 (Prime 4)                             | 1 061 000                 | 4,7 %            | [ a 12 ]  |
| 13      | Jeudi 19 février 2015 (Prime 5)                             | 1 026 000                 | 4,4 %            | [ a 13 ]  |
| 14      | Jeudi 26 février 2015 (Quart de finale)                     | 1 092 000                 | 4,6 %            | [ a 14 ]  |
| 15      | Jeudi 5 mars 2015 (Demi-finale)                             | 954 000                   | 4,2 %            | [ a 15 ]  |
| 16      | Jeudi 12 mars 2015 (Finale)                                 | 1 096 000                 | 4,9 %            | [ a 16 ]  |

Légende :
- Les plus hauts chiffres d'audience
- Les plus bas chiffres d'audience